# Czarkówka jednobarwna
Czarkówka jednobarwna (Sowerbyella unicolor (Gillet) Nannf.) – gatunek grzybów z rodziny Pyronemataceae

## Systematyka i nazewnictwo
Pozycja w klasyfikacji według Index Fungorum: Sowerbyella, Pyronemataceae, Pezizales, Pezizomycetidae, Pezizomycetes, Pezizomycotina, Ascomycota, Fungi.
Po raz pierwszy takson ten zdiagnozował w 1879 r. Gillet nadając mu nazwę Aleuria unicolor. Obecną, uznaną przez Index Fungorum nazwę nadał mu w 1938 r. Nannfeldt, przenosząc go do rodzaju Sowerbyella.
Synonimy nazwy naukowej:

- Aleuria unicolor Gillet 1879
- Geopyxis unicolor (Gillet) Sacc. 1889
- Peziza unicolor (Gillet) Boudier (1898)
- Pseudotis unicolor (Gillet) R. Heim 1962

Nazwę polską podają niektóre atlasy grzybów.

## Morfologia
Owocnik za młodu kubeczkowaty, później rozpostarty, o brzegu wygiętym w dół lub w górę; wewnątrz jaskrawy, pomarańczowożółty, z zewnątrz bladokremowy i delikatnie otrębiasty; trzoneczek centralny, korzonkowaty, biało-filcowaty; do 4 cm średnicy.

## Występowanie i siedlisko
Jesienią, przeważnie w gęstych grupach w lasach iglastych.

## Gatunki podobne
Równie rzadka czarkówka korzonkowata (Sowerbyella radicata) ma trzon ciemny, szary i włókienkowaty; można ją rozpoznać tylko pod mikroskopem. Prószyczka żółta (Rustroemia bolaris) tworzy swoje małe owocniki na martwym drewnie grabu i olszy zielonej. Są one mniejsze, do 10 mm średnicy, pojawiają się w lecie.